# Hypnum capillaceum
Hypnum capillaceum là một loài Rêu trong họ Hypnaceae. Loài này được (F. Weber & D. Mohr) Starke ex Brid. mô tả khoa học đầu tiên năm 1812.